# Prey 2
Prey 2 (с англ. — «добыча, жертва») — отменённая научно-фантастическая компьютерная игра в жанре шутер от первого лица. Prey 2 разрабатывалась американской компанией Human Head Studios для платформ Windows, Xbox 360, PlayStation 3 как продолжение игры Prey 2006 года.
Хотя Prey 2 была анонсирована компанией-издателем 3D Realms в 2006 году, вскоре после выхода предыдущей игры, к фактической разработке Human Head Studios приступила лишь в 2009 году. В 2011 году права на игру перешли от 3D Realms другому издателю — ZeniMax Media; Bethesda Softworks, дочерняя компания ZeniMax, объявила о планах изменить концепцию игры, превратив её из линейного шутера в игру с открытым миром; при этом также был изменён сюжет игры. Human Head Studios фактически прекратила работу над игрой в 2011 году, создав лишь предварительную альфа-версию. В 2014 году игра была официально отменена. В 2017 году была выпущена другая игра, также под названием Prey, разработанная компанией Arkane Studios и не использующая никакие наработки Human Head Studios.

## Геймплей
Геймплей изначальной версии Prey 2, согласно заявлениям разработчиков, должен был претерпеть некоторые изменения по сравнению с геймплеем оригинального Prey. Разработчики сообщили, что особенно пристальное внимание они уделяли порталам, которые также присутствуют и в оригинале. Prey 2006 года называли новаторским и инновационным благодаря порталам, однако они были полностью заскриптованы, их работа не зависела от игрока, и они использовались не слишком интенсивно. Сообщалось о том, что количество порталов в Prey 2 будет уменьшено по сравнению с оригиналом, однако они будут устроены иначе, и их основным отличием от «старых» порталов будет динамическая природа.
Геймплей игры Portal 2007 года, разработанной компанией Valve, полностью основан на порталах, которые игрок способен создавать самостоятельно, практически в любом месте и в любое время. После выхода Portal Скот Миллер заявил:
Мы обожаем Portal. Мне приятно, что им удалось так здорово воплотить идею portal gun. Когда в 1999 году мы демонстрировали Prey на E3, у нас уже была пушка, создающая порталы. По некоторым причинам от этой замечательной идеи пришлось отказаться, когда разработкой занялась Human Head Studios, и концепция изменилась. В Prey 2 мы возвращаем portal gun на её законное место и надеемся вновь стать законодателем моды портального геймплея.
Описанное Миллером портальное оружие должно было использоваться в боевых задачах, а не только как средство прохождения уровня.
Структура миссий Prey 2 должна была быть аналогичной таковой из оригинала, то есть линейной. Разработчики заявляли, что они желают избавиться от ярлыка «коридорного шутера», поэтому планировалось создать большие открытые пространства, на которых будут проходить действия игры. Кроме этого, было решено изменить боевую составляющую геймплея, значительно увеличив количество одновременно сражающихся с игроком врагов. У главного героя игры — Томми — появились бы новые возможности, в частности, дух-волк. Также было известно о появлении нескольких новых спиритических умений, однако использовать можно было лишь одно из них одновременно.
В связи с перезапуском игры под руководством Bethesda Softworks геймплей был почти полностью изменён. Prey 2 должна была содержать только однопользовательскую сюжетную кампанию, многопользовательская должна была отсутствовать. Продюсер игры объяснил отказ разработчиков от этого игрового режима тем, что на рынке уже присутствуют игры с качественным многопользовательским режимом, и такой режим для Prey 2 не сможет привлечь игроков. С другой стороны, создание многопользовательского режима отвлечёт ресурсы разработчиков, удорожит и удлинит процесс разработки игры, поэтому от него и решено было отказаться, полностью сосредоточившись на сюжетной кампании.
Оставаясь шутером с видом от первого лица, как и оригинал, Prey 2 должна была содержать возможность хвататься за уступы в целях укрытия, а также должна была иметь серьёзный акцент на платформинге. Создатели игры заявляли, что при разработке они вдохновлялись играми Mirror’s Edge и The Chronicles of Riddick: Escape from Butcher Bay, а также фильмом «Бегущий по лезвию». Поэтому игровой персонаж Киллиан должен был иметь некоторые способности персонажей данных игр: сможет перепрыгивать через препятствия, хвататься за уступы и трубы, балансировать, легко взбираться на высоту и так далее; подобно Mirror’s Edge, игра должна была содержать элементы паркура. Подобно Риддику из The Chronicles of Riddick, Киллиан должен был быть в состоянии использовать окружение для защиты от врагов, например, прятаться в тени. Журнал Game Reactor, написавший первый предварительный обзор игры, заявил, что «в игре реализованы свобода Mass Effect, система перемещений Mirror’s Edge, а также перестрелки и система укрытий Killzone 2». В марте 2011 года Крис Райнхард в интервью журналу PSM3 заявил, что в Prey 2 такие элементы оригинальной игры, как пространственные порталы и изменение вектора гравитации, присутствовать не будут: разработчики «изучали самые разнообразные способы использования порталов и гравитации во время сражения», однако они не хотели, чтобы игра воспринималась как головоломка, и, не найдя им применения, отказались от них. «Порталы и гравитация являлись частью „Сферы“, а в Prey 2 „Сферы“ уже нет», — заявил Райнхард.
Prey 2 должна была совмещать нелинейный геймплей и открытый мир. Игрок должен был быть в состоянии выполнить задачу несколькими путями. Работая наёмником, игрок должен был связываться со своими заказчиками посредством коммуникатора, а также собирать информацию об окружающем его мире посредством сканирования территории и неигровых персонажей (NPC). Сами разработчики охарактеризовали геймплейную структуру как «иди, куда угодно, общайся, с кем захочешь, выполняй любую миссию». Была заявлена большая площадь игровых локаций — разработчики сравнивали размеры локаций Prey 2 с локациями игры Assassin’s Creed 2. Кроме этого, было заявлено большое разнообразие локаций: в игре должны были присутствовать город, пустыня, пещеры и дикая природа. Prey 2 должна была содержать многие элементы ролевой системы и «прокачки» предметов. За деньги, полученные от выполненных заданий, игрок должен был быть в состоянии усовершенствовать оружие, боеприпасы, броню и другой инвентарь, а также обучаться новым приёмам.

## Сюжет
О сюжете изначальной версии Prey 2 почти ничего не было сказано во время её разработки. Было известно, что сюжет игры будет прямым продолжением сюжета оригинала, а главным героем останется Томми. Сюжетные действия Prey 2 должны были начаться сразу же после окончания сюжета Prey и по бо́льшей мере должны были разворачиваться на Земле. Согласно Скотту Миллеру, в оригинальной Prey Томми выполнял свои действия нехотя, не осознавая их значение и свою ответственность. Сиквел должен был показать изменившегося Томми, который стал более жёстким, опытным и целеустремлённым. «Главный герой повзрослеет и примерит на себя роль спасителя галактики», — было сказано в пресс-релизе игры.
В связи с перезапуском игры под руководством Bethesda Softworks сюжет был полностью изменён. В Prey 2 было решено отказаться от главного героя оригинала — индейца племени чероки Домаси «Томми» Таводи (англ. Domasi "Tommy" Tawodi), и сменить его на полностью нового героя. Этим новым протагонистом в Prey 2 является Киллиан Сэмюэлс (англ. Killian Samuels), сотрудник Федеральной службы по обеспечению безопасности авиаперелётов, который занимается перевозкой преступников на самолётах. «Если первая часть была историей Люка Скайуокера, то вторая — история Боба Фэтта», — так прокомментировали разработчики смену главного героя игры.
Сюжет игры начинается с того, как летящий самолёт, на котором находится Киллиан, врезается в органический гигантский космический корабль инопланетян, а после этого уцелевшие его пассажиры подвергаются атаке и захватываются инопланетянами.
Данная сцена захвата самолёта и его крушения на космическом корабле присутствует в оригинальной Prey 2006 года и, таким образом, является сюжетной связкой между играми. В оригинальной Prey протагонист Томми на одном из первых уровней видел падение самолёта с позывными «Seajay Air 6401» на поверхность космического корабля, слышал сигнал «SOS» и радиопереговоры пилотов, а позже встречал выживших пассажиров.
Таким образом главный герой Prey 2 попадает на космический корабль, а с него — на планету инопланетян под названием «Exodus» (с англ. — «Исход»). На этой планете протагонист будет единственным представителем человеческой расы и станет наёмником.
Через несколько дней после повторного анонса игры разработчики сообщили, что после выпуска игры планируют выпускать к ней сюжетные DLC.

## Разработка
9 августа 2006 года, примерно через месяц после выхода Prey, генеральный директор 3D Realms Скотт Миллер в интервью сайту Next Generation заявил о том, что идёт работа по созданию Prey 2. На вопрос о том, над чем он работает в настоящее время, Миллер ответил:

Prey 2, конечно! Мы занимаемся решением проблем с боевой системой, а также добавляем больше геймплейных инноваций.
Оригинальный текст (англ.)Prey 2, of course! We are addressing concerns about combat, as well as adding in more gameplay innovations.

17 марта 2008 года в официальном пресс-релизе было объявлено о запуске компании Radar Group, которая была основана в 2007 году Скоттом Миллером. Вместе с запуском были анонсированы три игровых проекта, среди которых оказался и Prey 2. С анонса стало известно, что Prey 2 разрабатывается компанией Radar Group совместно с Human Head Studios, разработчиком оригинальной игры, для платформ PC и Xbox 360. Также стал доступен первый концептуальный рисунок (концепт-арт) игры. В пресс-релизе и последующем сообщении Скотта Миллера были раскрыты некоторые детали о геймплее и сюжете игры.
16 августа 2008 года российская компания «1С» и Radar Group заключили партнёрское соглашение, согласно которому «1С» получила право издавать на территории России, стран СНГ, Балтии и других стран Восточной Европы все проекты от Radar Group, включая Prey 2.

### Перекупка, повторный анонс и перезапуск
В июле 2009 года права на товарный знак Prey перешли от Apogee Software к компании ZeniMax Media — владельцу Bethesda Softworks и id Software. Сам факт продажи товарного знака стал достоянием общественности лишь в сентябре того же года благодаря официальным документам на сайте Ведомства по патентам и товарным знакам США. ZeniMax не давала никаких комментариев на запросы прессы по этому поводу.
14 марта 2011 года компания Bethesda Softworks сделала официальный повторный анонс Prey 2. Разработчиком новой версии игры была указана Human Head Studios, а не Radar Group и 3D Realms; издателем — Bethesda Softworks. Выход игры был запланирован на 2012 год на PC, Xbox 360 и PlayStation 3. Этому анонсу предшествовали рекламные публикации в журналах и публикация концепт-артов и скриншотов, изображавших некий футуристический город. Питер Хайнс (англ. Peter Hines), вице-президент и глава маркетингового отдела Bethesda, сделал в своём профиле в Твиттере сообщение, в котором указал, что игра Prey 2, анонсированная в этот день, не тождественна той Prey 2, которая была анонсирована ранее. «Это та Prey 2, которую хотела сделать Human Head, а не какая-либо иная», — сообщил он. Ведущий разработчик игры Крис Райнхард (англ. Chris Rhinehard) в данном анонсе сообщил, что Prey 2 предоставит игрокам возможность исследовать новую грань вселенной Prey, представляющую собой открытый инопланетный мир, наполненный активными событиями. Как и игра Prey 2006 года, Prey 2 должна была использовать игровой движок id Tech 4. По словам Пита Хайнса, Prey 2 не использовала более новую версию движка id Tech 5, поскольку та на то время сама находилась в разработке. Bethesda опубликовала первый трейлер игры, снятый с участием живых актёров и не содержащий игровой графики и геймплея; в трейлере демонстрировалось нападение инопланетян на пассажирский самолёт. В мартовском номере журнала Game Reactor появилась статья о создаваемой игре, где сообщалось, что разработку игры перезапускали не один, а как минимум несколько раз, и к моменту публикации данной статьи она длилась уже три года. Кроме этого, разработчики сообщили, что, несмотря на мультиплатформенную ориентацию игры, основной платформой является Xbox 360.

### Отмена разработки
24 марта 2012 года нидерландский сайт PS Focus, ссылаясь, по своему утверждению, на «надёжный источник», сообщил об отмене разработки игры Prey 2, а также о том, что Bethesda готовится в ближайшее время официально сообщить о прекращении разработки. Согласно PS Focus, именно отмена Prey 2 объясняет отсутствие какой-то новой информации по ней с момента анонса. Также сообщается, что за последние несколько месяцев Bethesda отменила три запланированные пресс-конференции, на которых должны были быть раскрыты новые подробности о Prey 2. Ресурс VideoGameWriters связался с представителями Bethesda с просьбой прокомментировать слух, на что получил ответ: «Спасибо за то, что связались с нами. Мы не комментируем эту информацию».
19 апреля 2012 года на официальном блоге Bethesda была опубликована информация относительно прогресса разработки Prey 2. По словам издательства, игра до сих пор находится в разработке, но не соответствует необходимым стандартам качества, поэтому в 2012 году игра не выйдет.
В 2014 году на игровой выставке PAX в Австралии издательство Bethesda объявило об отмене Prey 2 после трёх лет разработки. Вице-президент компании Пит Хайнс отметил, что игра не удовлетворяла её стандартам качества и не соответствовала первоначальным задумкам. Однако он также отметил, что франшиза в целом не забыта. 8 апреля 2015 было сообщено о том, что разработка игры была остановлена в 2011 за целых три года перед сообщением о закрытии проекта. Над игрой работали, в итоге, 2 года, вплоть до 2011, когда проект находился в альфа-стадии и общая картина геймплея была сформирована — оставалось дело полировки деталей.

## Саундтрек
8 июня 2011 года композитор Марк Морган официально сообщил сайту Game-OST, что он и Джейсон Грейвс работают над саундтреком к Prey 2. Согласно Моргану, он ответственен за ту часть саундтрека, которая касается эмбиента и электронной музыки в целом, в то время как Джейсон создаёт оркестровую дорожку.